# Supercopa d'Espanya d'handbol femenina
La Supercopa d'Espanya d'handbol femenina és una competició esportiva de clubs d'handbol espanyols, creada la temporada 1999-2000. De caràcter anual, està organitzada per la Reial Federació Espanyola d'Handbol. Hi competeixen els campions de la Lliga i de la Copa de la Reina de la temporada anterior en un únic partit i en una seu neutral. L'equip guanyador és declarat supercampió d'Espanya. La competició, normalment celebrada al setembre, dona inici a la temporada oficial de l'handbol femení estatal. La temporada 2023-24 fou substituïda per la Supercopa Ibèrica Femenina, en el qual participaren els campions de Lliga i Copa de les competiciones espanyoles i portugueses.
El dominador de la competició és el Balonmano Bera Bera amb vuit títols (2007, 2012, 2013, 2014, 2015, 2016, 2018, 2022). seguit del Balonmano Mar Sagunto amb quatre (1999, 2001, 2002, 2005) i la Sociedad Deportiva Itxako amb tres (2009. 2010, 2011). Altres equips de l'àmbit catalanoparlant que han guanyat la competició són el Club Balonmano Amadeo Tortajada (2003, 2006), l'Elda Prestigio (2004, 2008) i el Club Balonmano Elche (2021).

## Historial
| En negreta = Equip guanyador (1) = Nombre de títols (prò.) = Pròrroga (p.) = Penals Nota: Noms dels equips segons l'època. |

| Edició                             | Temp.   | Data       | Campió                       | Resultat     | Subcampió              | Seu                                            | refs   |
| ---------------------------------- | ------- | ---------- | ---------------------------- | ------------ | ---------------------- | ---------------------------------------------- | ------ |
| I                                  | 1999-00 |            | CB Mar Valencia (1)          | 28-27        | Ferrobus Mislata       | Arroyomolinos                                  |        |
| No es disputà la temporada 2000-01 |         |            |                              |              |                        |                                                |        |
| II                                 | 2001-02 |            | CB Mar Valencia (2)          | 29-25        | Ferrobus Mislata       | Picanya                                        |        |
| III                                | 2002-03 |            | CB Mar Valencia (3)          | 36-34        | Alsa Elda Prestigio    | Asp                                            |        |
| IV                                 | 2003-04 |            | Ferrobus Mislata (1)         | 32-31        | Alsa Elda Prestigio    | València                                       |        |
| V                                  | 2004-05 |            | Orsan Elda Prestigio (1)     | 21-20        | CEM La Unión Ribarroja | Alacant                                        |        |
| VI                                 | 2005-06 |            | Astroc Sagunt (4)            | 32-30        | Orsan Elda Prestigio   | Elda                                           |        |
| VII                                | 2006-07 |            | CEM La Unión Ribarroja (2)   | 25-22        | Akaba Bera Bera        | Torrent                                        |        |
| VIII                               | 2007-08 |            | Akaba Bera Bera (1)          | 21-18        | CEM La Unión Ribarroja | Poliesportiu Bidebieta, Sant Sebastià          |        |
| IX                                 | 2008-09 | 06-09-2008 | Orsan Elda Prestigio (2)     | 25-22        | Parc Sagunt            | Pavelló Ciudad de Elda-Florentino Ibañez       | [ 3 ]  |
| X                                  | 2009-10 | 05-09-2009 | SD Itxako (1)                | 24-23        | Akaba Bera Bera        | Poliesportiu Bidebieta, Sant Sebastià          | [ 4 ]  |
| XI                                 | 2010-11 | 04-09-2010 | SD Itxako (2)                | 28-21        | Mar Alicante           | Poliesportiu Lobete, Logronyo                  | [ 5 ]  |
| XII                                | 2011-12 | 04-09-2011 | SD Itxako (3)                | 31-16        | Elda Prestigio         | Pavelló Ciudad de Elda-Florentino Ibañez       | [ 6 ]  |
| XIII                               | 2012-13 | 01-09-2012 | BM Bera Bera (2)             | 42-18        | SD Itxako              | Poliesportiu Bidebieta, Sant Sebastià          | [ 7 ]  |
| XIV                                | 2013-14 | 04-09-2013 | BM Bera Bera (3)             | 25-24        | Rocasa Gran Canaria    | Poliesportiu Jose Antonio Gasca, Sant Sebastià | [ 8 ]  |
| XV                                 | 2014-15 | 06-09-2014 | BM Bera Bera (4)             | 23-20        | Rocasa Gran Canaria    | Pavelló Multiusos de Guadalajara               | [ 9 ]  |
| XVI                                | 2015-16 | 29-08-2015 | BM Bera Bera RT (5)          | 18-17        | Rocasa Gran Canaria    | Sant Sebastià                                  | [ 10 ] |
| XVII                               | 2016-17 | 03-09-2016 | BM Bera Bera RT (6)          | 32-21        | BM Zuazo               | Pavelló Anaitasuna, Pamplona                   | [ 11 ] |
| XVIII                              | 2017-18 | 02-09-2017 | Rocasa Gran Canaria (1)      | 28-26        | CB Atlético Guardés    | Complexo Deportivo das Travesas, Vigo          | [ 12 ] |
| XIX                                | 2018-19 | 01-09-2018 | Super Amara Bera Bera (7)    | 25-17        | Liberbank Gijón        | Palau d'Esports Adolfo Suárez, Gijón           | [ 2 ]  |
| XX                                 | 2019-20 | 31-08-2019 | Rocasa Gran Canaria (2)      | 32-31 (prò.) | Super Amara Bera Bera  | Poliesportiu de Ipurua, Eibar                  | [ 13 ] |
| XXI                                | 2020-21 | 31-10-2020 | Rincón Fertilidad Málaga (1) | 28-27        | Super Amara Bera Bera  | Pavelló de Ciudad Jardín, Màlaga               | [ 14 ] |
| XXII                               | 2021-22 | 04-09-2021 | Elche Visitelche.com (1)     | 23-18        | Super Amara Bera Bera  | Pavelló Vicente Trueba, Torrelavega            | [ 15 ] |
| XXIII                              | 2022-23 | 17-12-2022 | Super Amara Bera Bera (8)    | 26-25        | Costa del Sol Málaga   | Poliesportiu Ciudad Jardín, Màlaga             | [ 16 ] |

## Palmarès
| Equip                           | Campió | Subcampió | Finals | Anys campió                                                            | Anys subcampió                              |
| ------------------------------- | ------ | --------- | ------ | ---------------------------------------------------------------------- | ------------------------------------------- |
| Bera Bera Rugby Taldea          | 8      | 5         | 13     | 2007-08, 2012-13, 2013-14, 2014-15, 2015-16, 2016-17, 2018-19, 2022-23 | 2006-07, 2009-10, 2019-20, 2020-21, 2021-22 |
| Balonmano Mar Sagunto           | 4      | 1         | 5      | 1999-00, 2001-02, 2002-03, 2005-06                                     | 2008-09                                     |
| Sociedad Deportiva Itxako       | 3      | 1         | 4      | 2009-10, 2010-11, 2011-12                                              | 2012-13                                     |
| AD Amadeo Tortajada             | 2      | 4         | 6      | 2003-04, 2006-07                                                       | 1999-00, 2001-02, 2004-05, 2007-08          |
| Elda Prestigio                  | 2      | 4         | 6      | 2004-05, 2008-09                                                       | 2002-03, 2003-04, 2005-06, 2011-12          |
| Club Balonmano Remudas          | 2      | 3         | 5      | 2017-18, 2019-20                                                       | 2013-14, 2014-15, 2015-16                   |
| Club Balonmano Málaga           | 1      | 1         | 2      | 2020-21                                                                | 2022-23                                     |
| Club Balonmano Elche            | 1      | 0         | 1      | 2021-22                                                                | —                                           |
| Club Balonmano Mar Alicante     | 0      | 1         | 1      | —                                                                      | 2010-11                                     |
| Club Balonmano Zuazo            | 0      | 1         | 1      | —                                                                      | 2016-17                                     |
| Club Balonmano Atlético Guardés | 0      | 1         | 1      | —                                                                      | 2017-18                                     |
| Liberbank Gijón                 | 0      | 1         | 1      | —                                                                      | 2018-19                                     |